# Ladislao Martínez
Ladislao Martínez López (Garcinarro, Cuenca 1958- Madrid, 5 de diciembre de 2014) fue un ecologista español, fundador de AEDENAT, y de Ecologistas en Acción. 

## Biografía
Curtido en mil batallas fue un acérrimo defensor de los servicios públicos y se opuso activamente a la privatización del Canal de Isabel II, la empresa pública que abastece de agua a la Comunidad de Madrid, consiguiendo organizar una marea, enorme y exitosa movilización contra el proceso de privatización. Lo que significó una campaña de desprestigio en el diario El Mundo que encabezaba con el siguiente titular “Ladislao Martínez, un terrateniente al frente de la marea azul”. Y todo porque en la búsqueda de trapos sucios descubrieron que era el copropietario de 15 hectáreas de secano heredadas a medias con sus hermanos en el pueblo de su padre.
Era profesor de Química en un Instituto de Vallecas (Madrid).
Comenzó su activismo en contra de las centrales nucleares, considerando a la energía nuclear como franquista. Estuvo en todos los embriones de las pequeñas asociaciones o movimientos que luego se hicieron grandes (AEPDEN, AEDENAT, ATTAC, Ecologistas en Acción...) Siempre optó por un modelo energético innovador, y fue miembro de la Plataforma por un Nuevo Modelo Energético y de la Fundación Renovables. Fue militante y colaborador en la divulgación y difusión del ecologismo en CCOO, Izquierda Unida, Izquierda Anticapitalista y en el Círculo 3E de Podemos.
Además de activista, tuvo una participación muy dinámica en el debate académico sobre la gestión del agua, la energía, los residuos, etc. publicando diversos artículos científicos en revistas de prestigio y ensayos monográficos sobre los distintos temas.

## Artículos académicos y monográficos
- López, L. M., & Barajas, S. M. (1995). Por un enfoque de demanda en la gestión de agua. Ciudad y territorio: Estudios territoriales, (105), 509-513
- López, L. M. (1994). Nuevas asociaciones por el medio ambiente: solidaridad internacional e intergeneracional. Documentación social, (94), 129-140.
- López, L. M. (1997). Energía, equidad y medio ambiente. Revista de Occidente, (194), 81-91.
- López, L. M. (2008). Energía, cambio climático y globalización. Energías y cambio climático. XII Jornadas Ambientales, 128, 245
- López, L. M., & Camarero, C. M. (1992). ¿ Incinerar? No, gracias. Química e industria: QeI, (4), 51-52
- López, L. M. (2013). La liberalización del mercado eléctrico. Papeles de relaciones ecosociales y cambio global, (121), 77-86
- López, L. M. (2014). Los problemas clave del medio ambiente urbano. Boletín CF+ S, (15)
- López, L. M. (2014). Productores de nuestra propia energía. Plantas colectivas y autoconsumo. In Alta tensión: por un nuevo modelo energético sostenible, democrático y ciudadano (pp. 239-248). Icaria.